# Davit Chaladze
Davit Chaladze (in georgiano დავით ჩალაძე?; Tbilisi, 22 gennaio 1976) è un ex calciatore georgiano, di ruolo attaccante.

## Palmarès

### Club
- Campionato lettone: 4

Skonto: 1997, 1999, 2000, 2001
- Divisione A (Cipro): 1

Anorthosis: 2004-2005
- Coppa di Lettonia: 3

Skonto: 1997, 2000, 2001
- Pervyj divizion: 1

Rubin Kazan': 2002

### Individuale
- Capocannoniere della Virslīga: 1

1997 (25 gol)
- Capocannoniere della Pervyj divizion: 1

2002 (20 gol)

## Statistiche

### Cronologia presenze e reti in nazionale
| Cronologia completa delle presenze e delle reti in nazionale ― Georgia | Cronologia completa delle presenze e delle reti in nazionale ― Georgia | Cronologia completa delle presenze e delle reti in nazionale ― Georgia | Cronologia completa delle presenze e delle reti in nazionale ― Georgia | Cronologia completa delle presenze e delle reti in nazionale ― Georgia | Cronologia completa delle presenze e delle reti in nazionale ― Georgia | Cronologia completa delle presenze e delle reti in nazionale ― Georgia | Cronologia completa delle presenze e delle reti in nazionale ― Georgia |
| Data                                                                   | Città                                                                  | In casa                                                                | Risultato                                                              | Ospiti                                                                 | Competizione                                                           | Reti                                                                   | Note                                                                   |
| ---------------------------------------------------------------------- | ---------------------------------------------------------------------- | ---------------------------------------------------------------------- | ---------------------------------------------------------------------- | ---------------------------------------------------------------------- | ---------------------------------------------------------------------- | ---------------------------------------------------------------------- | ---------------------------------------------------------------------- |
| 30-5-1998                                                              | Tbilisi                                                                | Georgia                                                                | 1 – 1                                                                  | Russia                                                                 | Amichevole                                                             | -                                                                      |                                                                        |
| 26-4-2000                                                              | Erevan                                                                 | Armenia                                                                | 0 – 0                                                                  | Georgia                                                                | Amichevole                                                             | -                                                                      |                                                                        |
| 11-6-2000                                                              | Tallinn                                                                | Estonia                                                                | 1 – 0                                                                  | Georgia                                                                | Amichevole                                                             | -                                                                      |                                                                        |
| 12-2-2003                                                              | Tbilisi                                                                | Georgia                                                                | 2 – 2                                                                  | Moldavia                                                               | Amichevole                                                             | 1                                                                      |                                                                        |
| Totale                                                                 |                                                                        | Presenze                                                               | 4                                                                      |                                                                        | Reti                                                                   | 1                                                                      |                                                                        |